# Bonnie Erickson

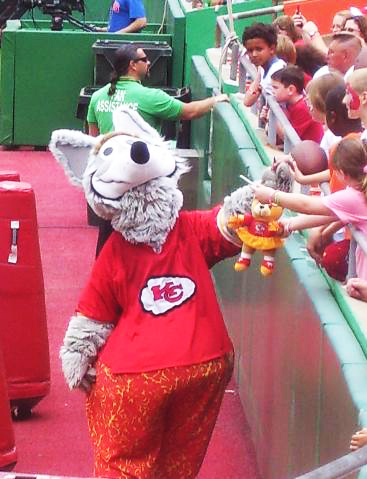
K. C. Wolf

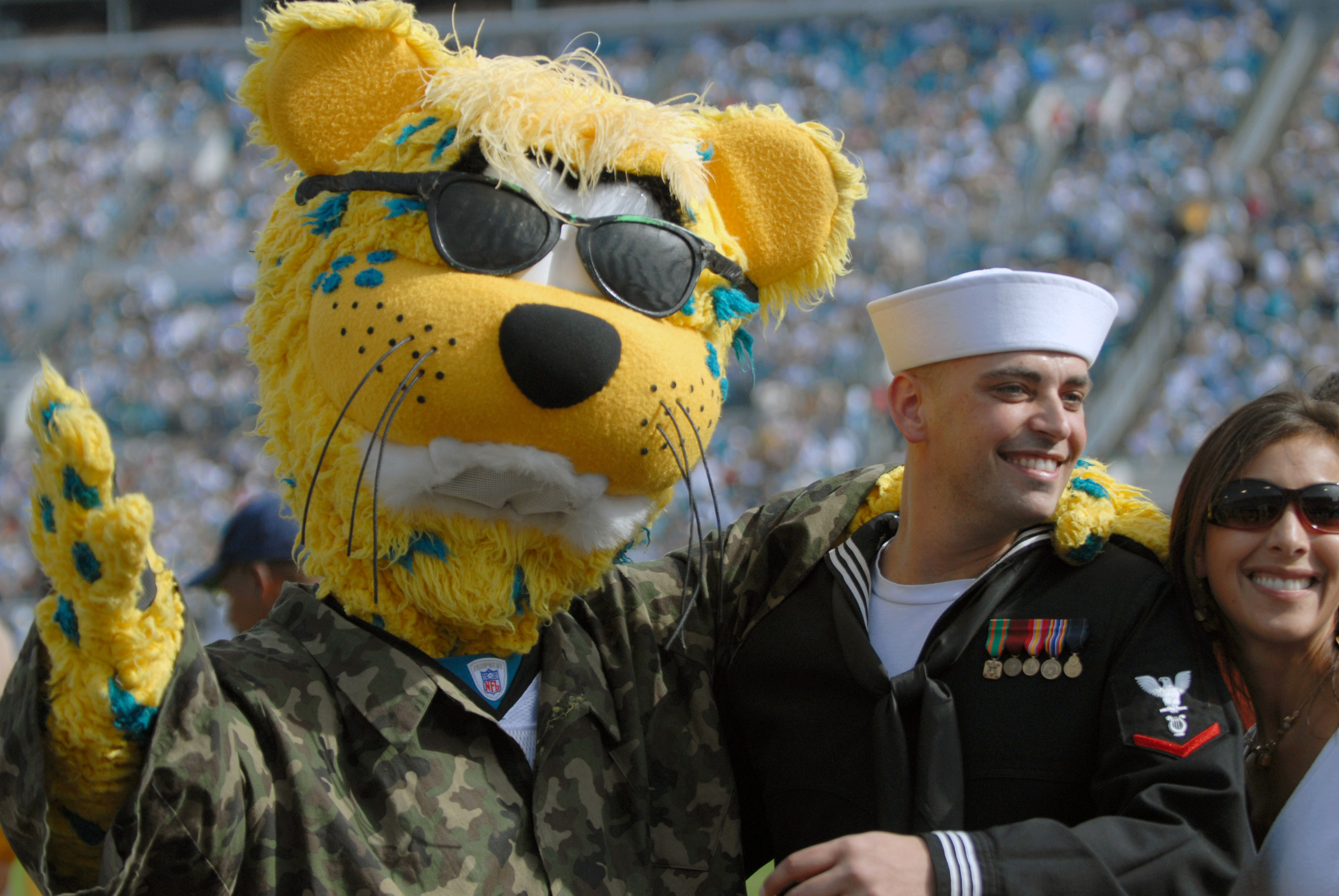
Jaxon de Ville

Bonnie Erickson ist eine amerikanische Puppenbauerin und Kostümbildnerin. Sie gestaltet Maskottchen amerikanischer Sportteams und arbeitete für die Muppet-Show.
Zu den bekanntesten Puppen, die sie gebaut hat, gehören Miss Piggy, Sattler, Waldorf und Zoot aus der Muppet-Show. Erickson erschuf Miss Piggy im Jahr 1974 für ein Muppet-Television-Special, The Muppet Show: Sex and Violence, das schließlich als eine der beiden Muppets-Pilotfolgen auf Sendung ging.
Erickson baute auch Puppen für Die Fraggles und den Emmy-ausgezeichneten Fernsehfilm The Christmas Toy. Maskottchen sie zusammen mit ihrem Ehemann Wayde Harrison mit ihrem Unternehmen Acme Mascots (ehemals: Harrison/Erickson). Zu den bekanntesten Maskottchen, die Erickson schuf, gehört Phillie Phanatic, das Maskottchen der Philadelphia Phillies.

## Leben

### Kindheit und Jugend
Erickson wuchs in Saint Paul, Minnesota auf. Als Jugendliche zog sie nach Upstate New York, um in einem Theatercamp zu arbeiten. Danach zog sie nach New York City und schrieb sich an der Art Students League of New York ein. Unter anderem bildete sich dort in Bildhauerei.
Ursprünglich fertigte sie in New York Kleidung und Accessoires für kleine Boutiquen. Die Broadway-Designerin Patricia Quinn Stuart entdeckte Ericksons Entwürfe und lud sie ein für sie zu arbeiten. Erickson arbeitete in den 1960ern in New York für Broadway wie für Off-Broadway-Produktionen, sowohl für Stuart wie auch auf eigene Rechnung. Insidern bekannt wurde sie in dieser Zeit durch ganz aus Plastik bestehende Kostüme für eine Aufführung von Dido and Aeneas. Bereits vor der Zusammenarbeit mit Henson experimentierte Erickson mit menschengroßen Figuren aus Musselin, die sie in historische Kostüme einkleidete.

### Arbeit mit Jim Henson
Erickson arbeitete das erste Mal mit Jim Henson im Jahr 1970 zusammen, als sie für den Fernsehfilm The Frog Prince die Kostüme gestaltete. Zu ihrer eigenen Überraschung gehörte zur Arbeit für Henson nicht nur das Anfertigen der Kostüme, sondern auch der Bau der Puppenkörper. Erickson entwickelte sich bei Henson von der Kostümbildnerin zur Puppenbauerin. Dabei betont sie im Nachhinein insbesondere die Rolle, die Don Sahlin in ihrer Entwicklung spielte, und der ihr Herangehen an Puppen und Design prägte.
Zu ihren frühen Arbeiten gehören auch die menschlichen Puppen für den Fernsehfilm The Muppet Musicians of Bremen. Zu den ersten dauerhaften Charakteren, die sie entwarf, gehören zwei der drei Puppen des Country Trio – Karikaturen von Jim Henson, Frank Oz und Jerry Nelson, die zusammen als Band auftraten. Von Erickson stammen die Figuren von Henson und Oz. Das Country Trio bereits vor Erfindung der Muppet-Show als Gast in mehreren US-Fernsehsendungen auf und hatten unregelmäßige Auftritte in der Muppet-Show. Für die Sesamstraße war sie am Bau von Sam the Robot beteiligt, einem lebendigen Roboter, der einige Jahre in der Serie mitspielte.
Für die Muppet-Show baute sie außer den Figuren für Miss Piggy und Statler und Waldorf noch den Nachrichtensprecher, sowie George, den Hausmeister und, zusammen mit Jim Henson, den dänischen Koch. Für den Musiker Zoot zeichnete sie den Entwurf, den dann Dave Goelz baute. Bei Henson arbeitete sie mit Don Sahlin zusammen, der ihrer Aussage nach ihr wichtigster Einfluss in der Gestaltung und dem Bau von Puppen wurde. Entgegen ihren ursprünglichen Plänen blieb Erickson einige Jahre bei Henson. Erst nach dem ersten Jahr der Muppet-Show, als die Hauptpuppen geschaffen und die Charaktere etabliert waren, verließ sie Henson.

### Selbständigkeit und Maskottchen
Erickson ging zurück in die Vereinigten Staaten und verwirklichte ihren alten Traum, sich selbstständig zu machen. Zusammen mit ihrem Ehemann Wayde Harrison eröffnete sie ein Designstudio in einer Altbauwohnung in Brooklyn Heights in New York City. Dabei blieb sie Henson stets eng verbunden: Sie war 13 Jahre lang Creative Director des Children’s Television Workshop – des Produzenten der Sesamstraße. Sie arbeitete an den Fraggles und Henson-Fernsehfilmen mit. Nach seinem Tod wurde sie Mitglied im Stiftungsrat der Jim-Henson-Legacy-Stiftung. Nachdem 2013 das National Museum of American History 20 Puppen aus den Henson-Studios gespendet bekam, arbeitet Erickson mit an ihrer Restaurierung und Aufbereitung für eine dauerhafte Ausstellung im Museum.
Der 1978 eingeführte Phillie Phanatic war das erste Maskottchen im Major League Baseball, das komplett neu entworfen wurde und auf keine Geschichte im oder mit dem Team verweisen kann. Wenn Teams überhaupt Maskottchen hatten, waren diese meist statisch und bewegten sich nur wenig – auch wegen der schweren und umständlichen Gestaltung der damaligen Kostüme, die dem Spieler kaum Bewegungsfreiheit ließen. Philly war eines der ersten Kostüme, die dem Spieler die Möglichkeit gaben, sich schnell und ausdrucksstark zu bewegen und dabei beispielsweise auch zu laufen oder zu springen.
Die Phillies machten in den ersten Jahren mehrere Millionen Dollar Umsatz mit Phillie Phanatic. Bis heute ist er einer der bekanntesten und beliebtesten Bewohner Philadelphias und hat mittlerweile einen Platz in der Baseball Hall of Fame. Phillie war so erfolgreich, dass mittlerweile fast alle MLB-Teams solche Maskottchen besitzen. Allerdings war dies eine stürmische Entwicklung. Nach dem Erfolg des Phillie Phanatics sollte Erickson für die New York Yankees ein Maskottchen designen. Dandy stand zwei Wochen vor seinem Debüt, als sich der Yankees-Outfielder Lou Piniella so sehr über das San Diego Chicken der San Diego Padres aufregte, dass Yankees-Besitzer George Steinbrenner verkündete, im Baseball sei kein Platz für Maskottchen. Dandy erschien trotzdem, wurde allerdings kaum promoted und durfte auch das Spielfeld nicht betreten. Nach zwei Jahren ließen die Yankees Dandy wieder ohne große Öffentlichkeit verschwinden.
Team-Maskottchen, die tatsächlich zum Einsatz kamen und zum Teil noch aktiv sind, sind Youpie von den Montreal Expos, K. C. Wolf der Kansas City Chiefs, Stuff von den Orlando Magic, G. Whiz der Washington Wizards sowie Hugo von den Charlotte Hornets, Jaxon deVille der Jacksonville Jaguars und Slyly für das japanische Baseball-Team der Hiroshima Carp. Zu den Puppen, die sie ebenfalls entwarf, gehören die Puppen, die den ersten McDonald’s Happy Meals beigelegt waren.

### Jim Henson Legacy
Erickson ist Geschäftsführerin der Jim Henson Legacy, einer Stiftung, die nach dem Tod Jim Hensons den Geist seiner Werke lebendig halten soll. Dafür veranstaltet die Stiftung zum Beispiel Ausstellungen mit Jim Hensons Puppen, oder sie schenkte einige Puppen an das Smithsonian Institute, wo diese im National Museum of American History ausgestellt werden. Auch arbeitet sie mit einem kleinen Jim-Henson-Museum in seinem Geburtsort Leland, Mississippi zusammen und mit der University of Maryland, an der es eine Jim-Henson-Statue gibt.